# 라헤마 국립공원
라헤마 국립공원(에스토니아어: Lahemaa rahvuspark)은 에스토니아의 북부에 있는 국립공원으로, 탈린에서 동쪽으로 70km 떨어져 있다. 1971년에 국립공원으로 제정되었다. 소련의 첫 국립공원이다.

## 갤러리

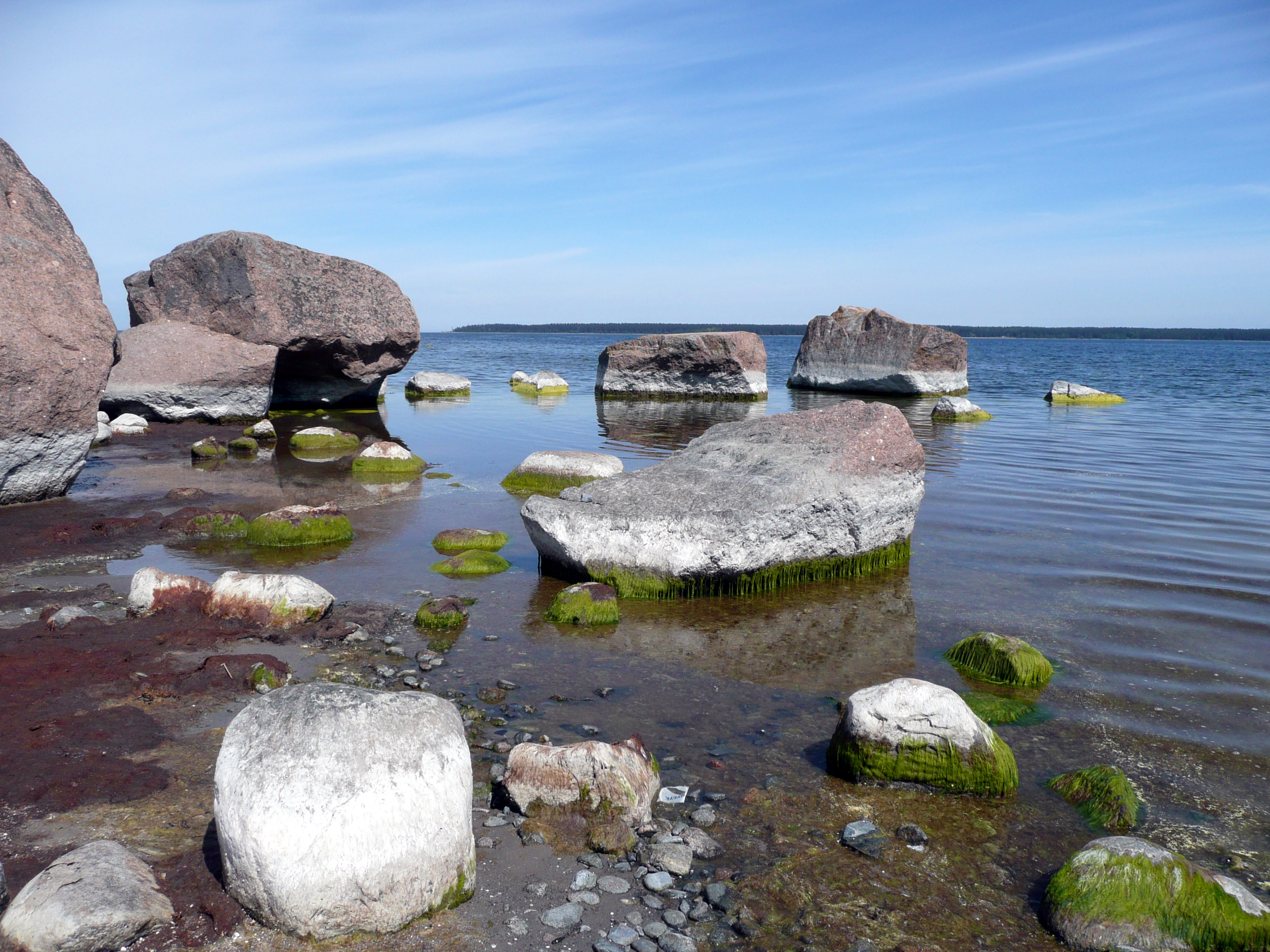
케스무 반도
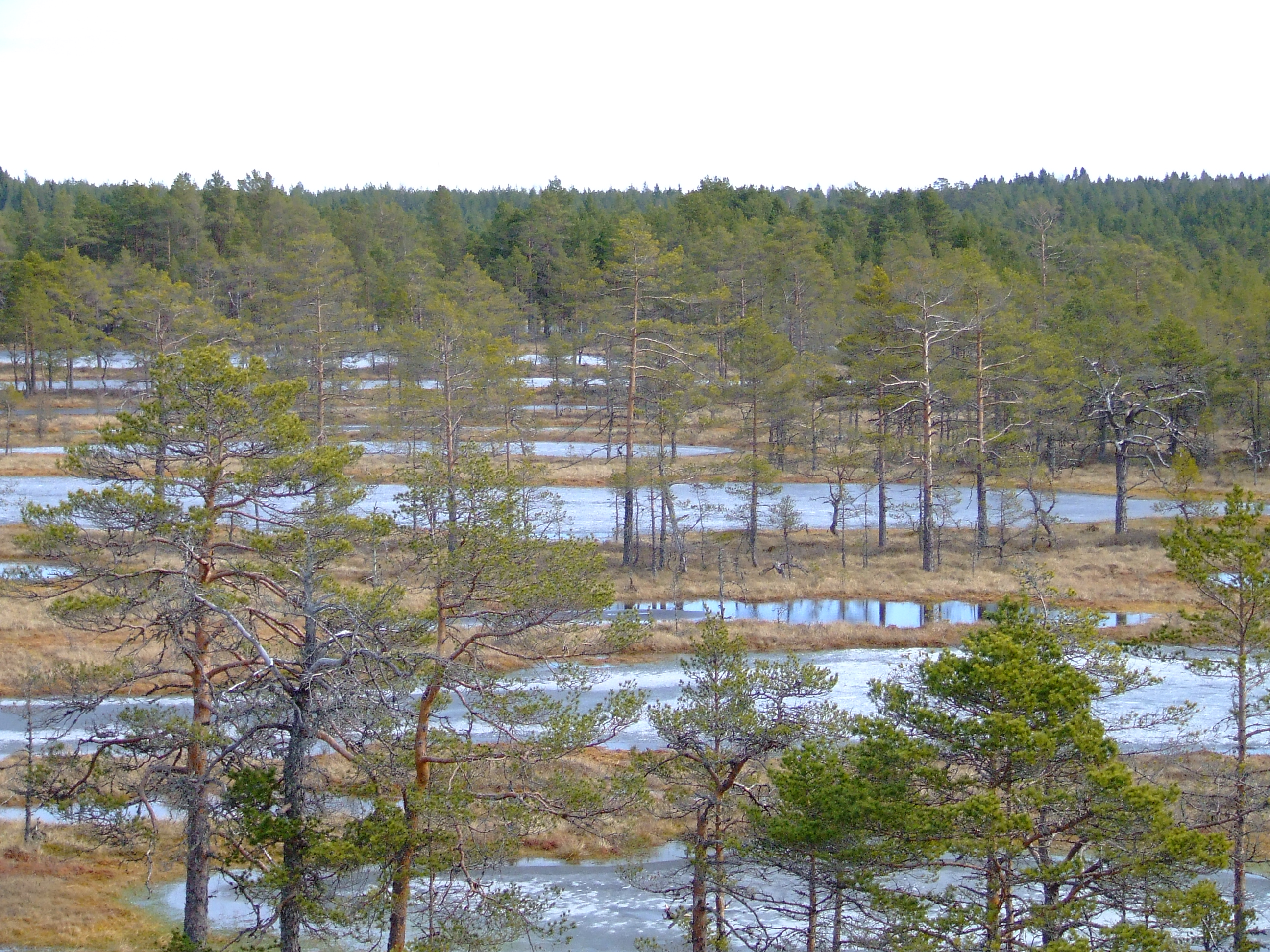
비루 습지
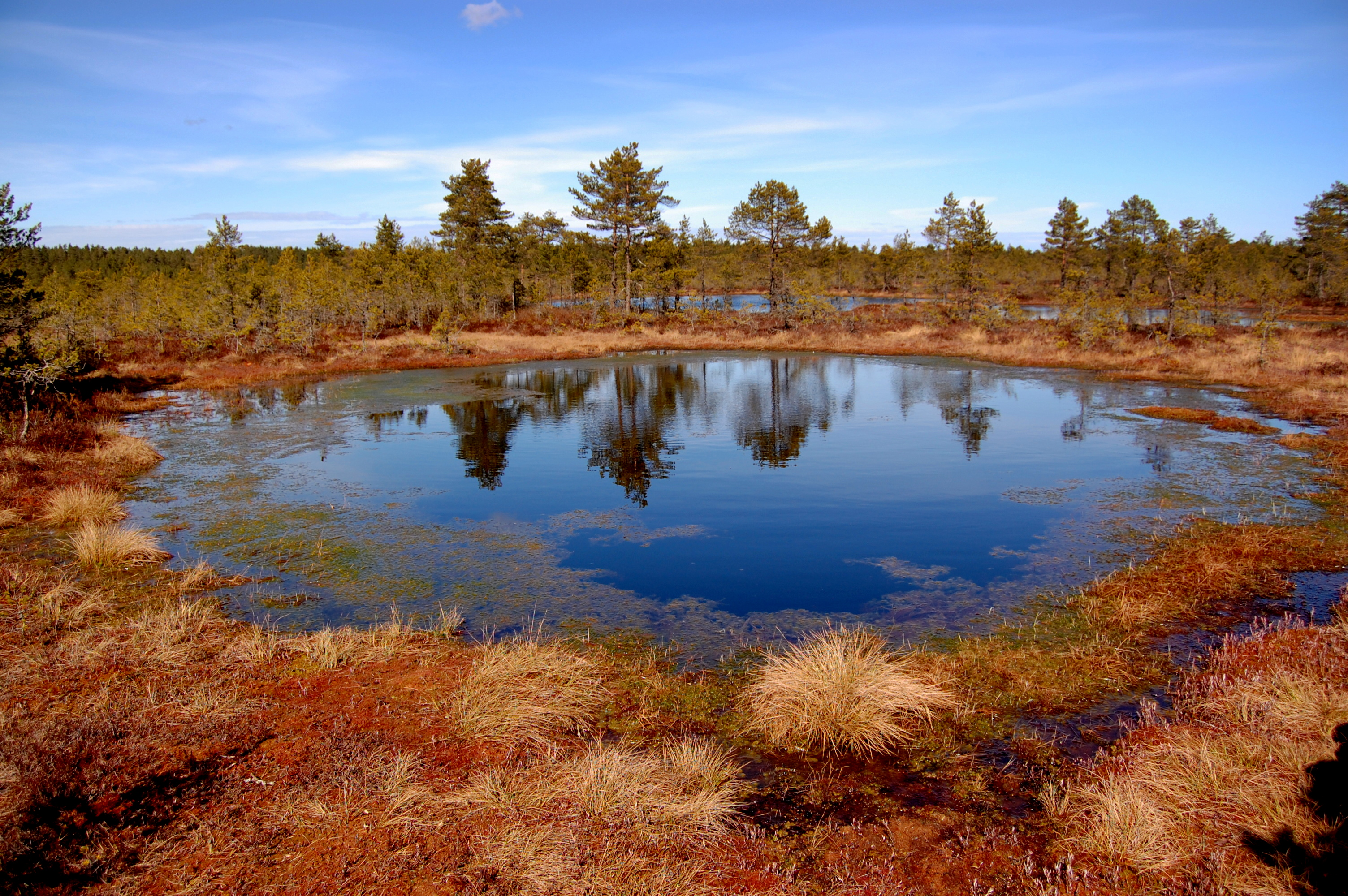
비루 습지
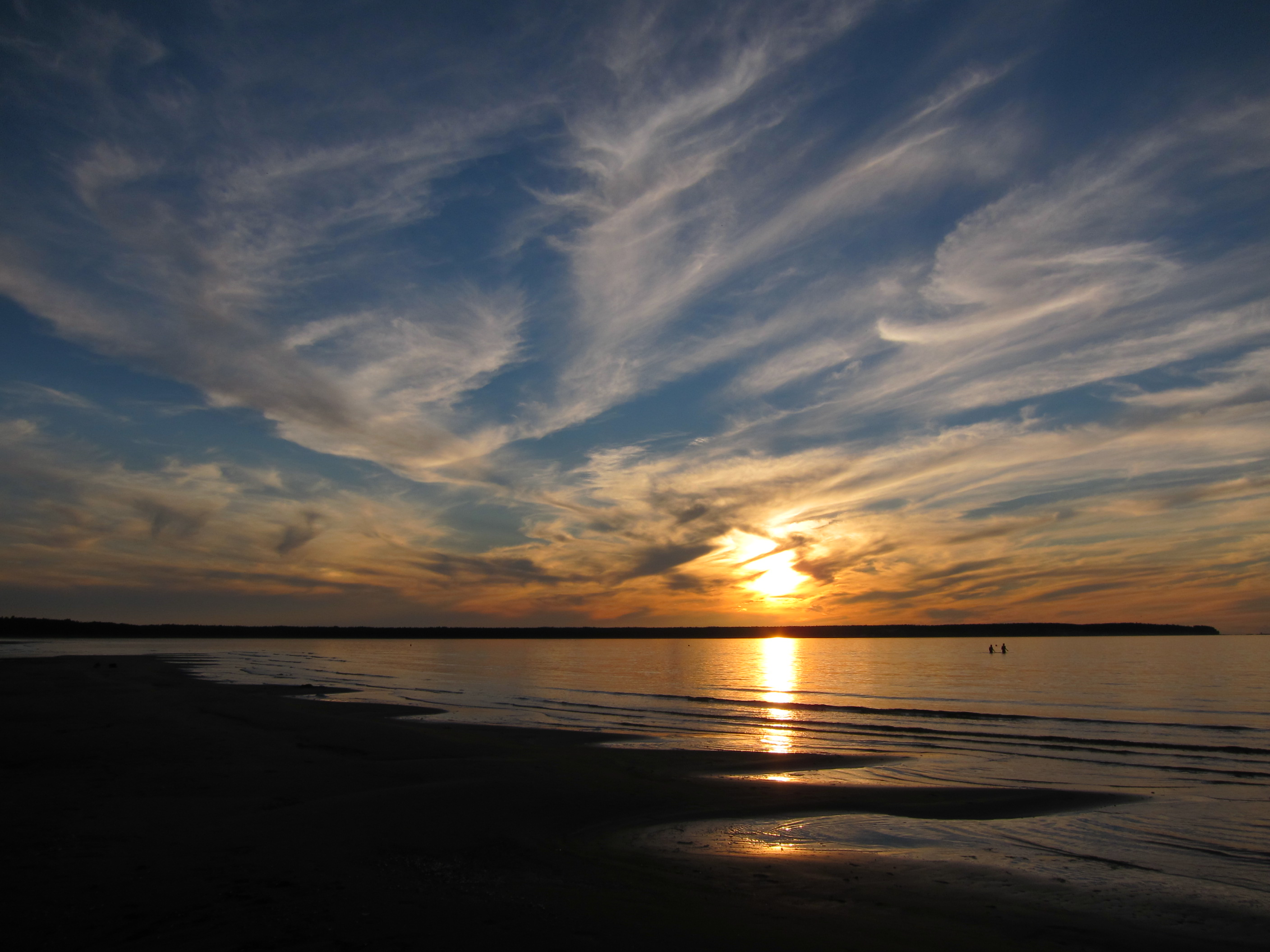
요수 해변
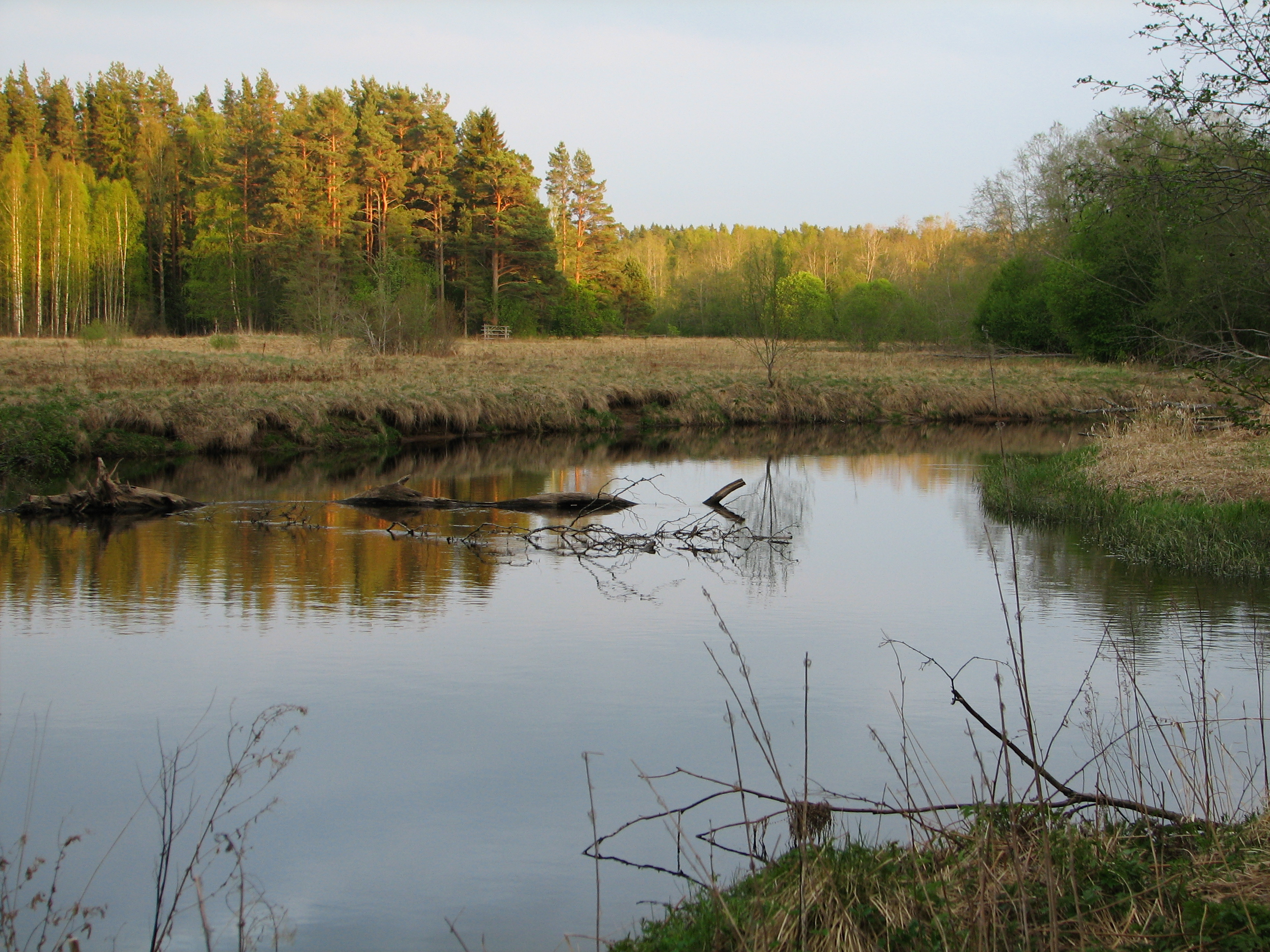
발게요기 강
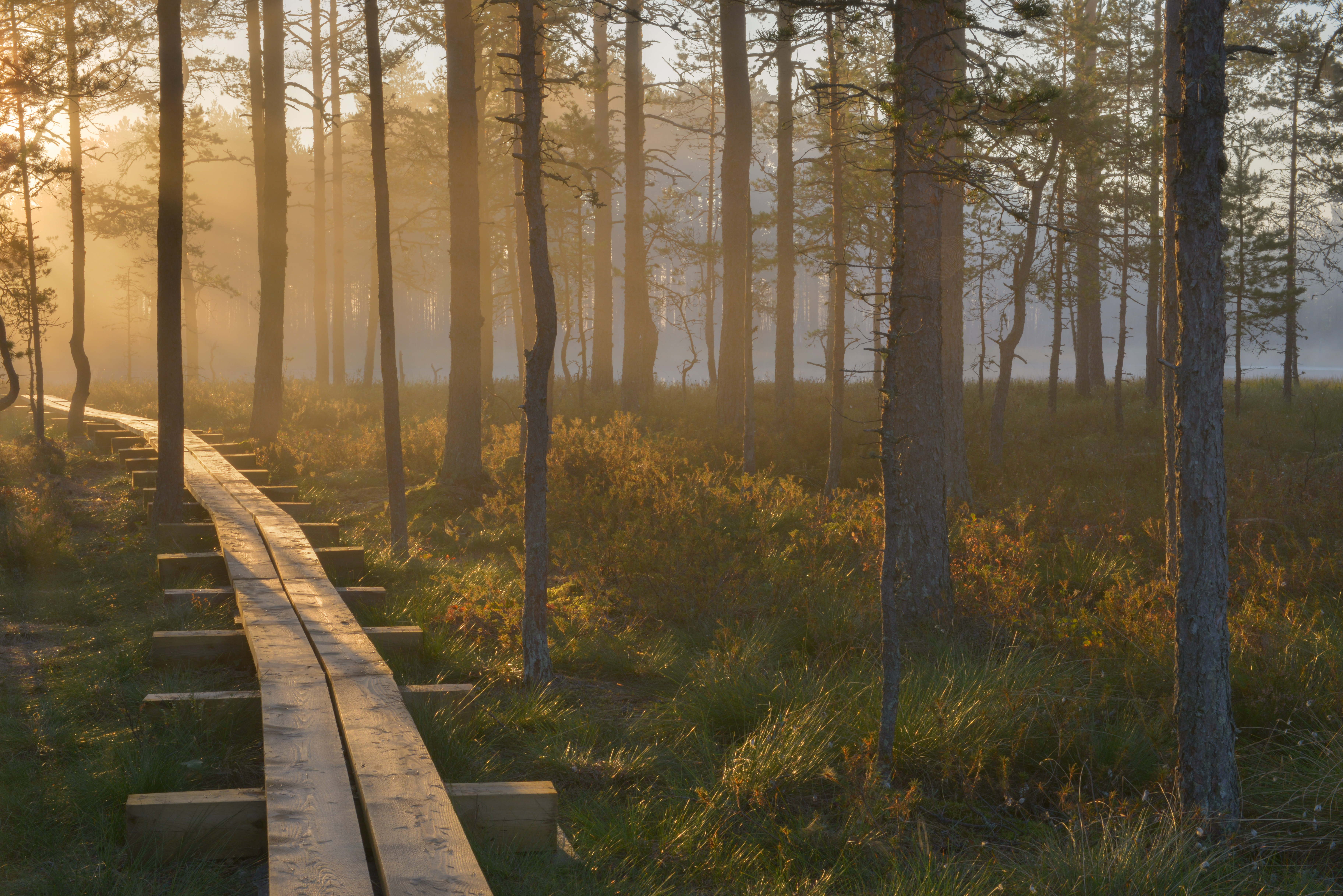
비루 습지
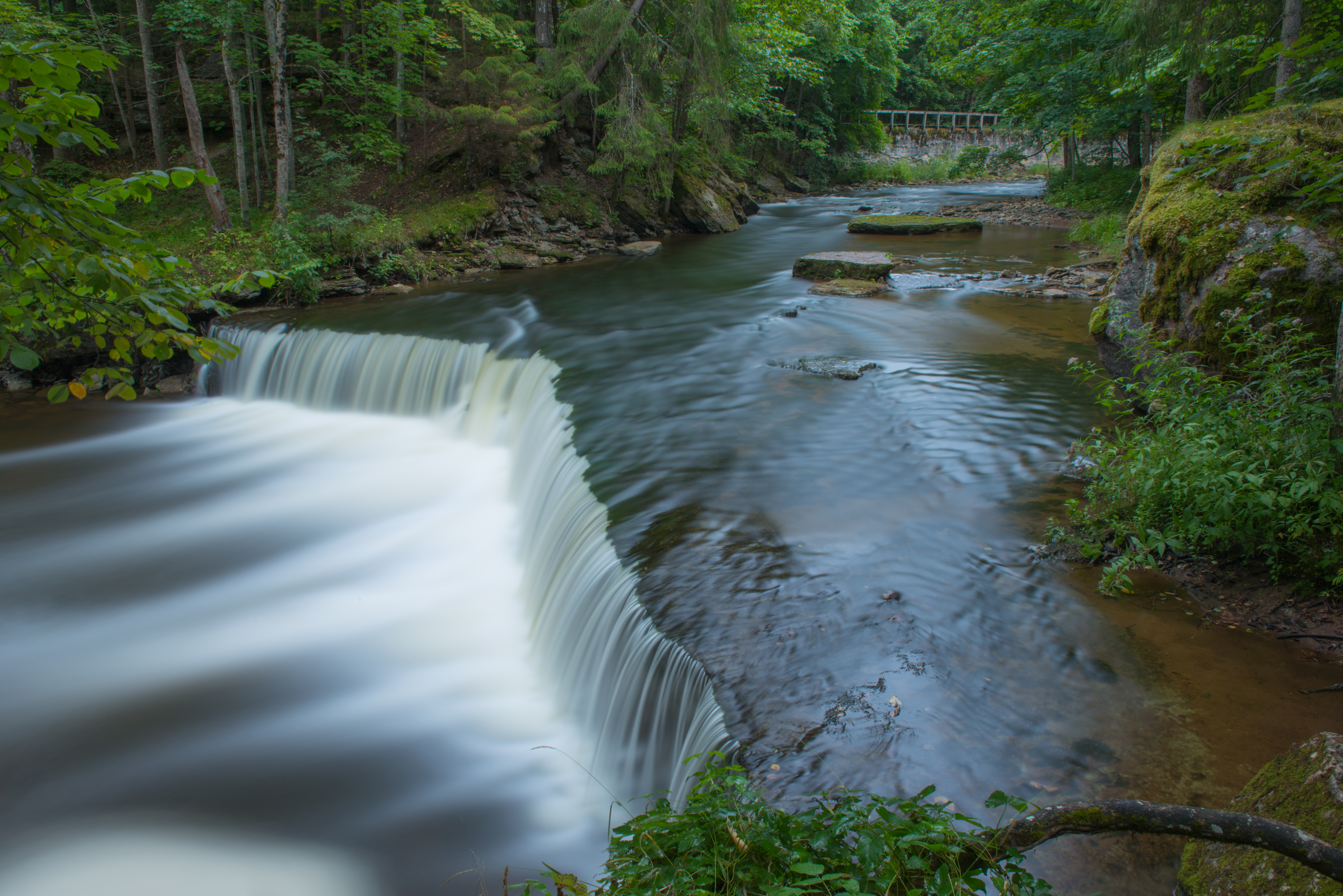
뇌메베스키 폭포
습지
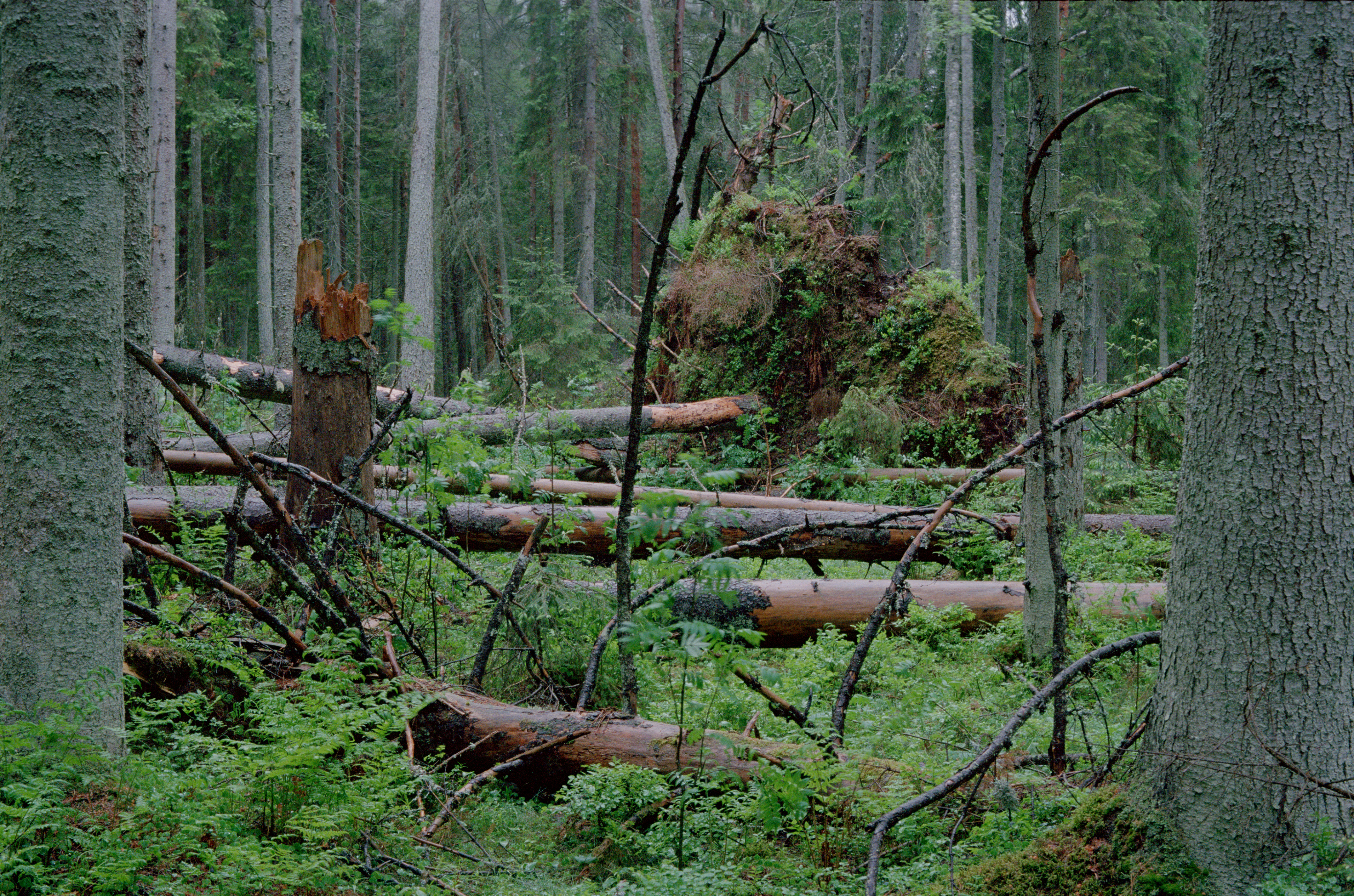
오안두 숲
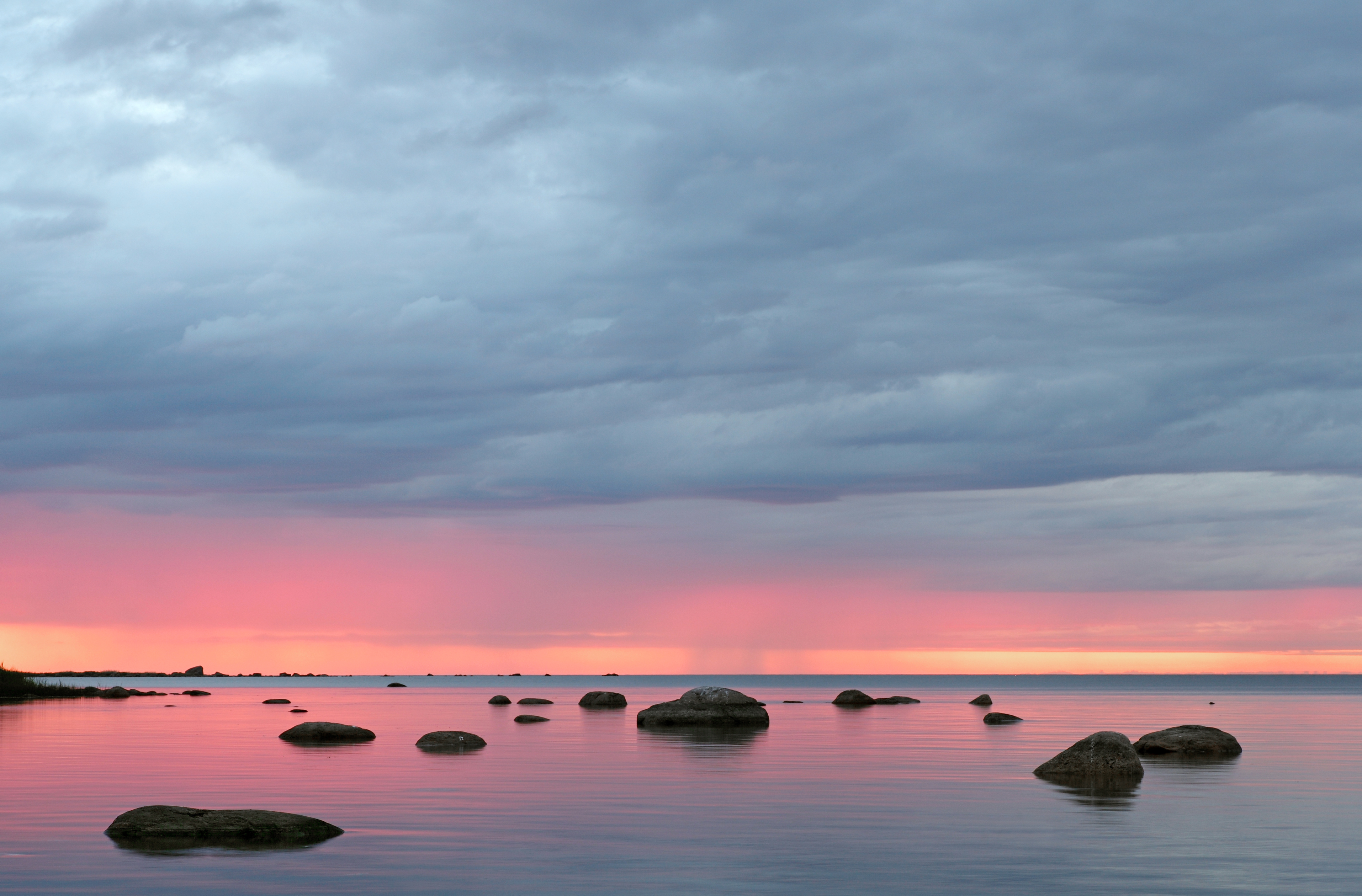
하우아니메 만